# Rio Corneşiţa
O Rio Corneşiţa é um rio da Romênia, afluente do Firiza, localizado no distrito de Maramureş.